# 變狼妄想症
狼化妄想症（clinical lycanthropy）是一種精神疾病，病患會把自己幻想成動物。這個疾病是以從傳說中的狼化妄想（lycanthropy）為名：根據古代作家的描述，此病症的患者會幻想自己是狼，並且擁有狼的本能及習性。這屬於超自然的迷信，認為人們的形體會變身成狼人。人們亦常用此病症來形容幻想自己是野獸的患者所患有的精神錯亂。另一個名詞「化獸妄想（zoanthropy）」則指幻想某個人變成動物，但不一定是狼。

## 外部連結
- Kuro5hin article on clinical lycanthropy（页面存档备份，存于）